# Hasselblads månkameror

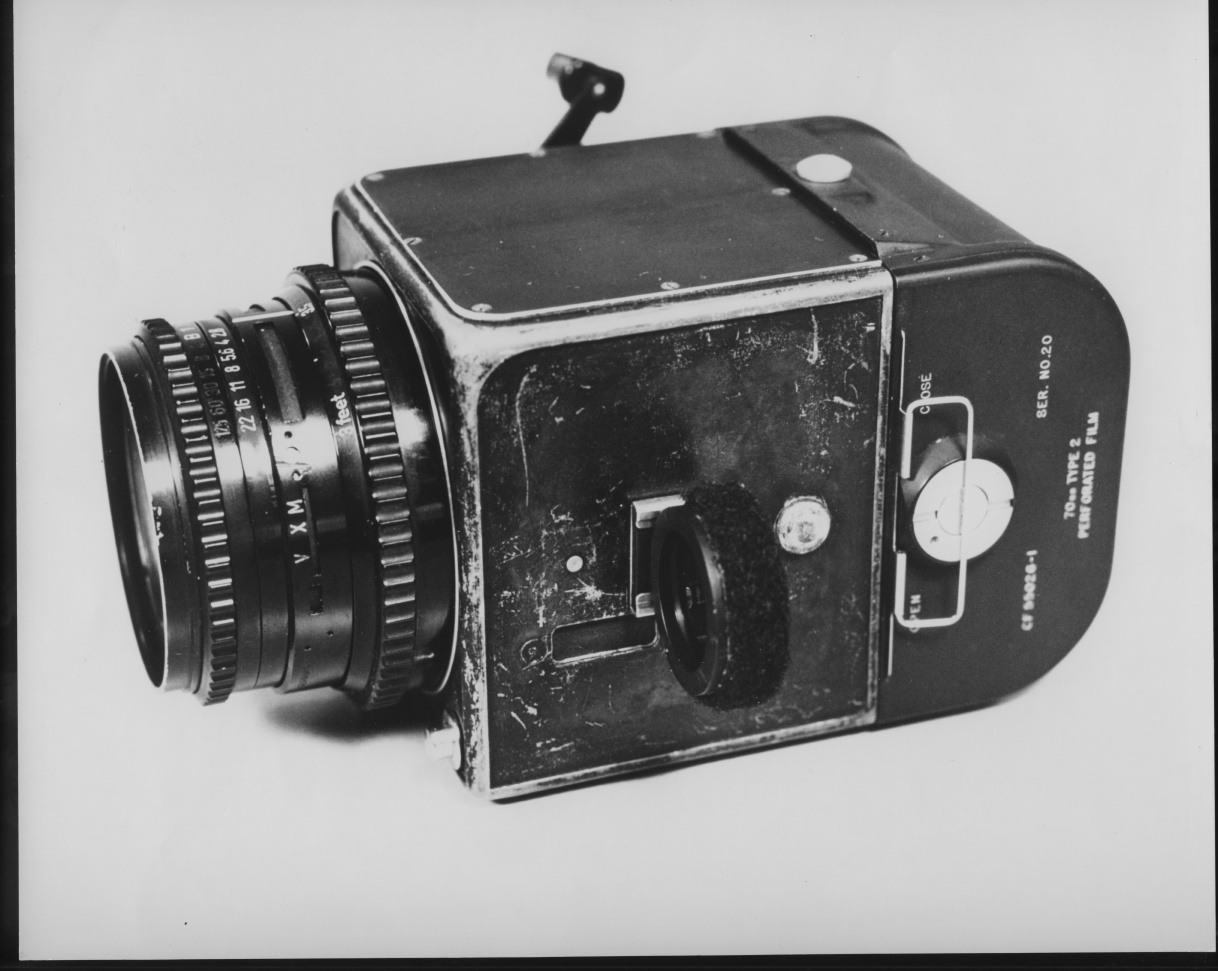
En modifierad Hasselblad Modell 500C rymdkamera för Gemini 5 1965 för "Synoptic Terrain Photography Experiment" med bilder av större landområden på Jorden.

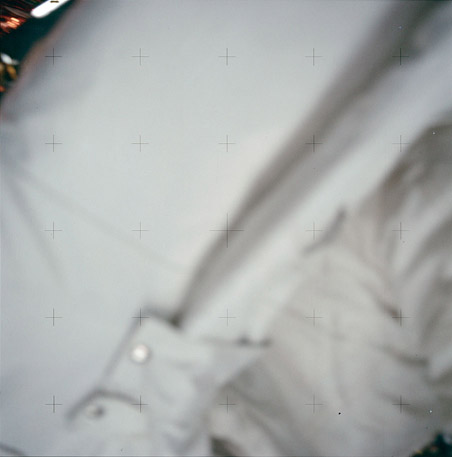
Bild från Hasselbladkamera tagen av misstag vid Apollo 11 1969. Den visar réseaumätkors mot bakgrund av en rymddräkt.

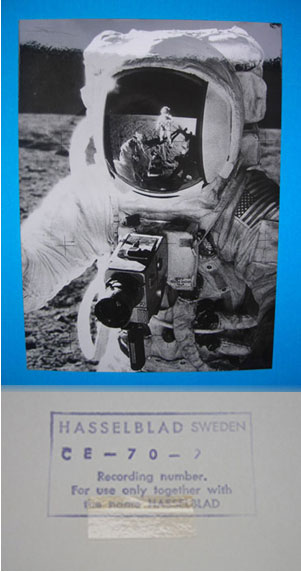
Bild av astronaut på månen med Hasselblad månkamera, ej känt datum

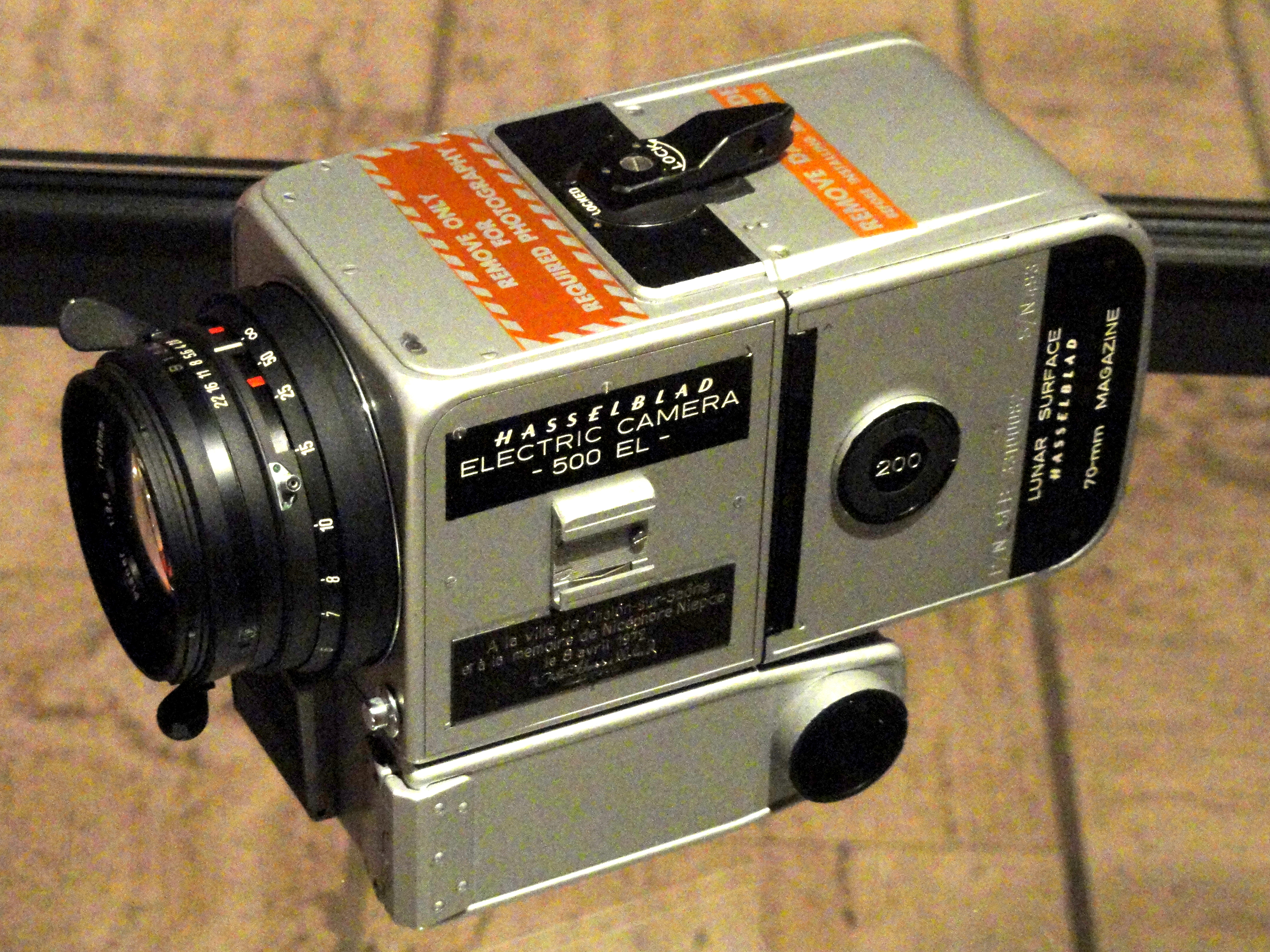
Kopia av månkamera av modell Hasselblad 500EL, visad på Musée Nicéphore-Niépce i Saône-et-Loire i Frankrike

Hasselblads månkameror var vidareutvecklade Hasselblad stillbildkameror för 70 millimetersfilm. De användes för att ta bilder inom Apolloprogrammet 1967–1972, bland annat bilder på månytan.

## Historia
Den amerikanske astronauten Walter Schirra hade en standardkamera av modell Hasselblad 500C. Han intresserade Nasa för denna kameratyp, och medförde ett avskalat exemplar i kapseln Sigma 7 i oktober 1962. Viktor Hasselblad AB arbetade därefter för Nasa:s räkning med att vidareutveckla Hasselbladskameran. Syftet var att möjliggöra för astronauter i Apolloprogrammet att ta bilder i klumpiga rymdhandskar från månens yta. Spegel och luckslutare togs bort och en optisk ringsökare sattes på tillbehörsskon. Objektivet var ett 80 millimeters Zeiss Planar.
I samarbete med professorn i fotogrammetri vid Kungliga Tekniska högskolan i Stockholm Bertil Hallert gjordes kameran om till ett vetenskapligt instrument, genom att en réseauplatta av glas sattes in mellan kamerahus och filmmagasin. På denna var ett antal mätkors ingraverade. Dessa kors syntes på varje filmruta och hjälpte till att beräkna avstånd och höjdskillnad. Linsen försågs med ett polarisationsfilter för att reglera vilka ljusvågor som släpptes genom objektivet. Materialet i vissa detaljer byttes också från plast till aluminium. 
Vid den första månlandningen användes en silverfärgad modifierad Hasselblad 500EL med ett 60 millimeters Zeiss Biogonobjektiv. Den och de två filmmagasinen hade målats i silverfärg för att något reglera för den växlande temperaturen på månen. Smörjmedel i kameramekanismen togs också bort för att hindra att den skulle koka och kunna kondensera på lins, réseauplatta eller film.
Tolv månkameror lämnades kvar på månen av astronauterna efter deras uppdrag där. Endast filmkassetten togs med till kapseln, eftersom bara livsnödvändig eller föremål av högt dokumentationsvärde tilläts att tas med tillbaka på månlandaren.. Skälet var att vikten av säkerhetsskäl måste hållas ned. 
En av de speciella månkamerorna finns dock kvar på Tekniska museet i Stockholm. Denna kamera levererades till Nasa, men sändes tillbaka till Bertil Hallert för att kalibreras inför en av månfärderna. Den kom dock aldrig att återsändas till USA.

## Bildgalleri

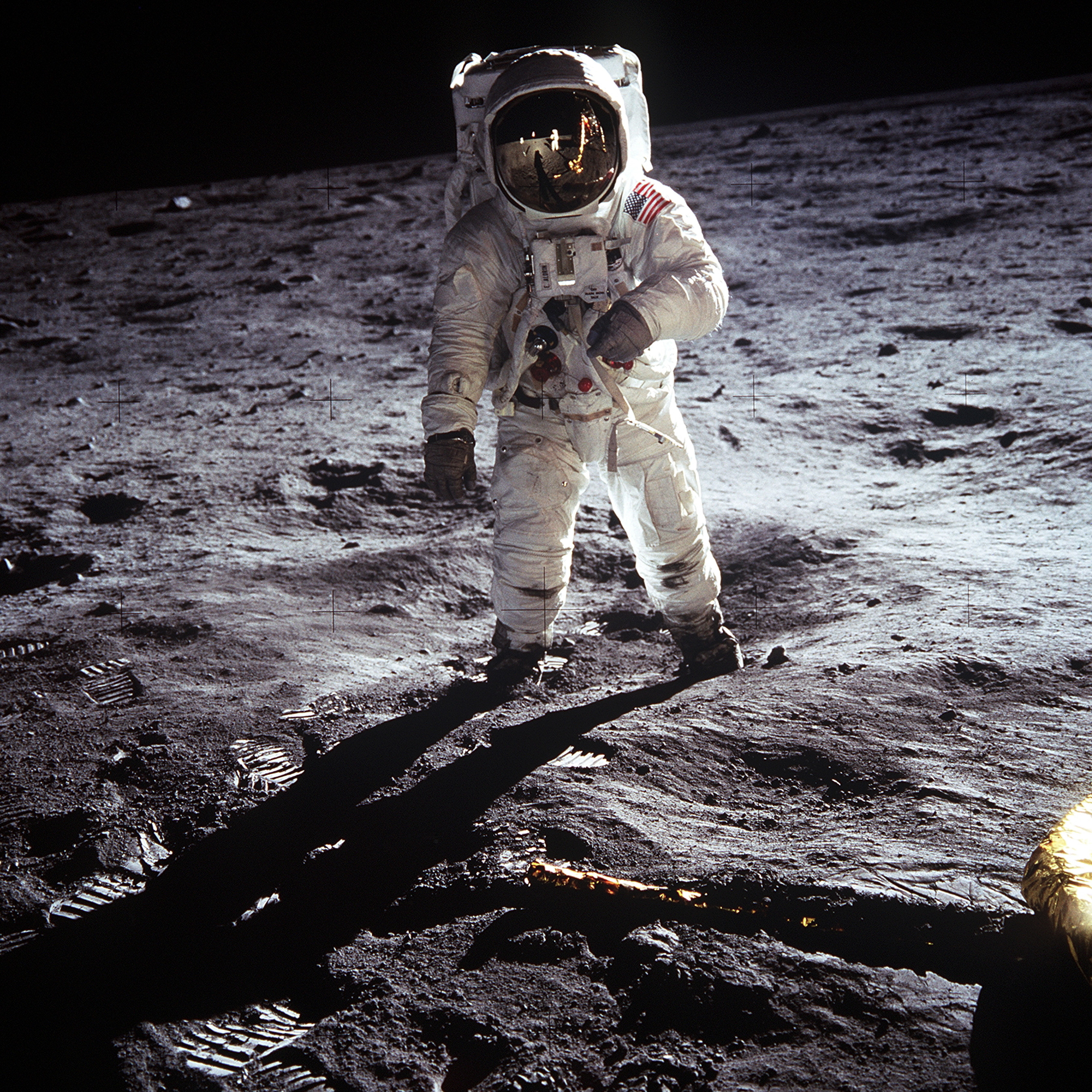
Buzz Aldrin på Stillhetens hav på månen vid Apollo 11-rymdfärden den 20 juli 1969, fotograferad av Neil Armstrong
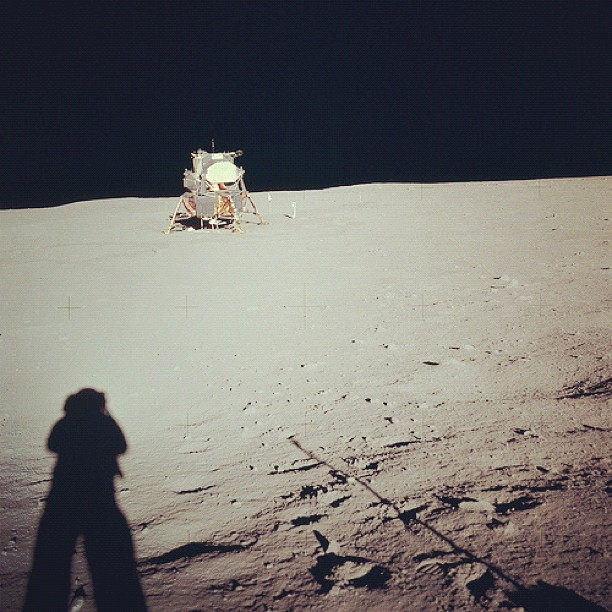
Månlandaren, fotograferad av Neil Armstrong den 20 juli 1969
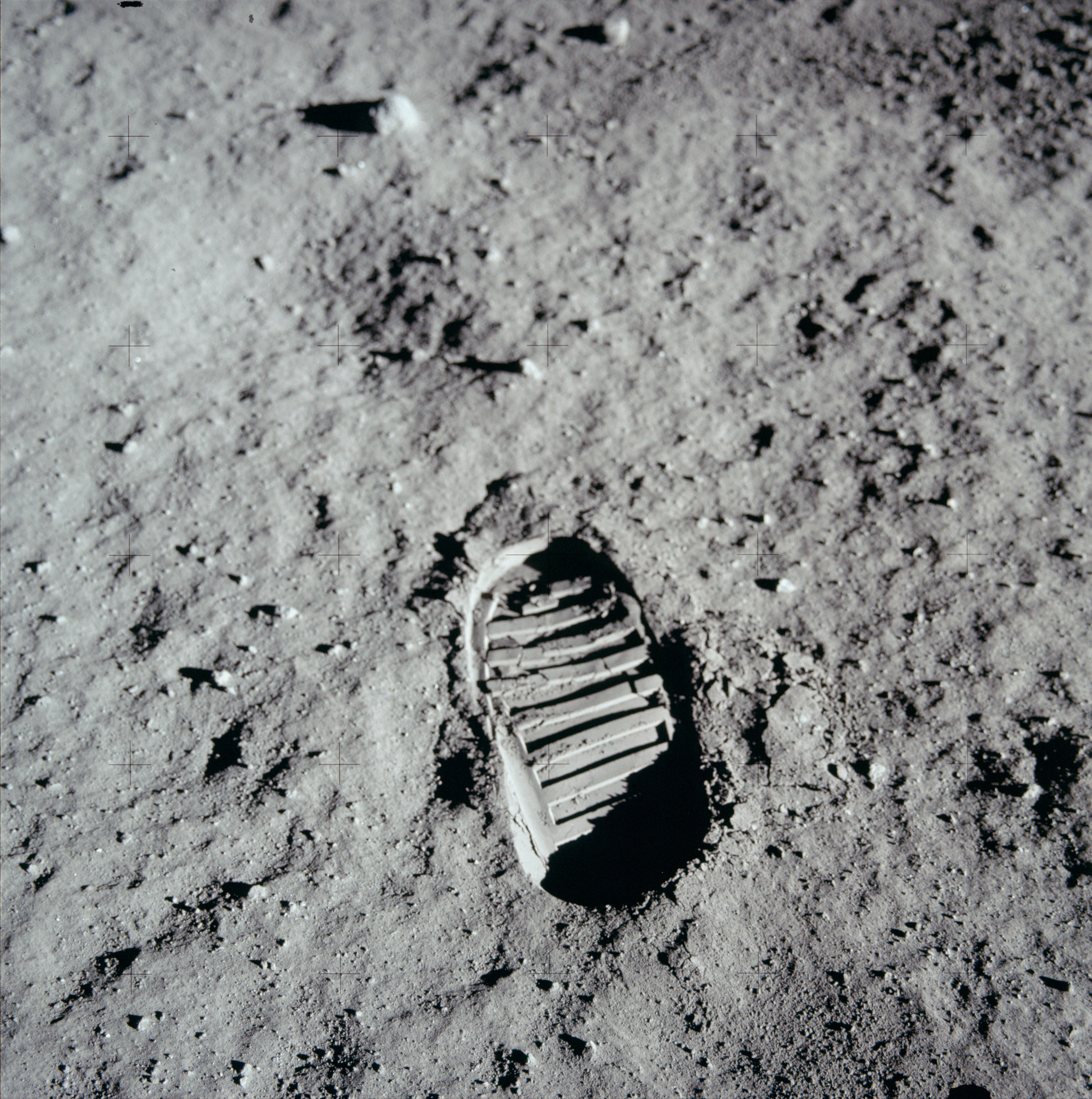
Fotspår på månytan, den 20 juli 1969
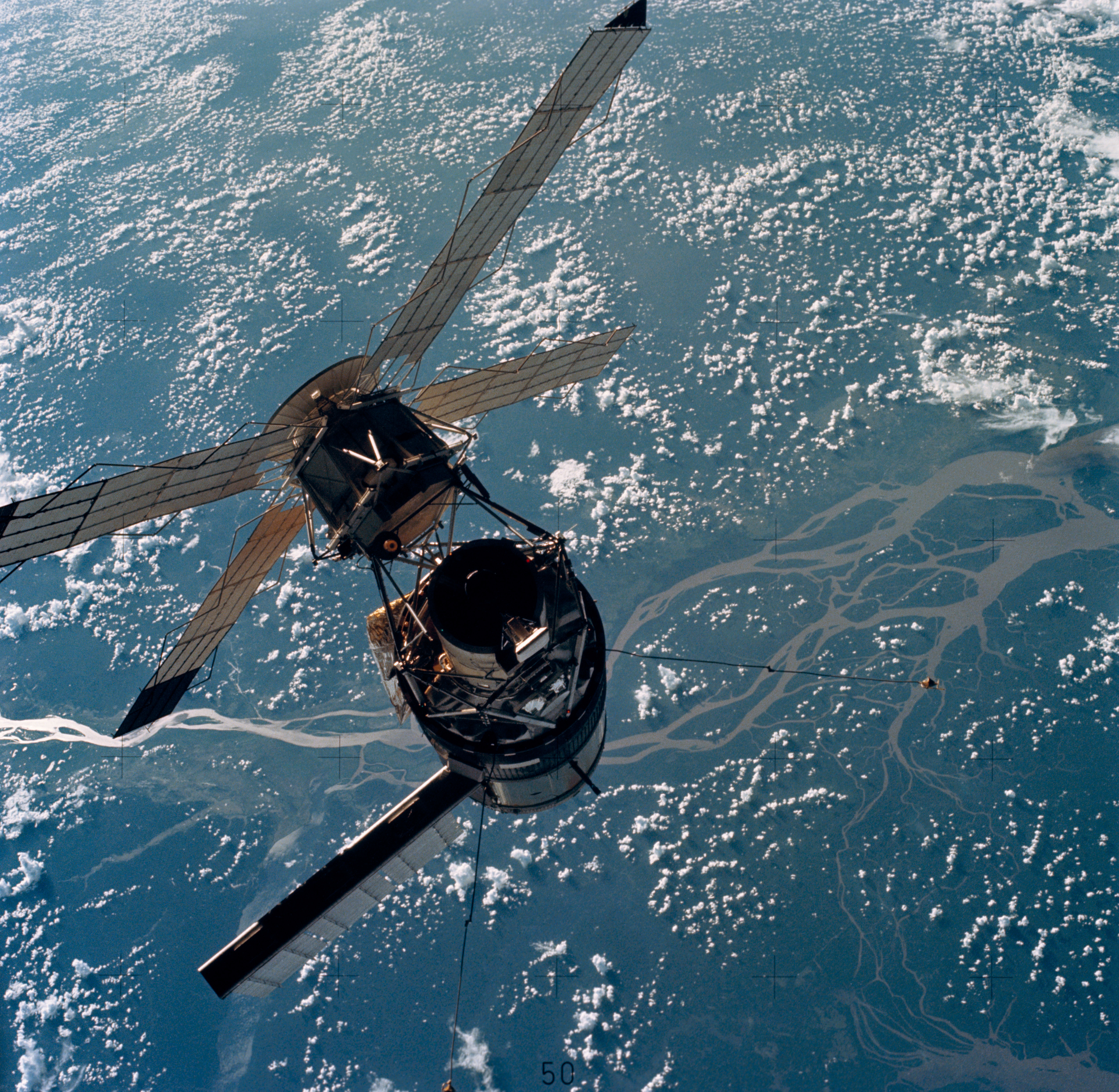
Bild på Skylab från rymdflygningen Skylab 3 1973, tagen med en Hasselbladskamera